# 阳光玫瑰
阳光玫瑰，又名香印青提和晴王麝香葡萄，拉丁學名為Shine Muscat，是一種雜交葡萄品種，由日本農業·食品產業技術綜合研究機構（農研機構）培育出來的早熟型葡萄，由「安藝津21號」和白南兩品種雜交而成。農研機構最早在1988年開始進行雜交培育新葡萄品種，2003年9月5日為新品種以「安藝津23號」之名提交註冊，後改名為Shine Muscat。
由於農研機構沒有出口阳光玫瑰的計劃，所以只在2006年於日本完成品種登記，而根據相關國際法律，在原產國登記後六年內的海外登記才算有效。故2012年後，日本海外地區可以在無授權下種植阳光玫瑰。阳光玫瑰樹苗先後流向韓國和中國大陸等地，2019年11月農林水產省就此展開專家研討會，計劃立法限制優良品種流出日本。2021年日本修訂《种苗法》禁止優良品種流出日本，阳光玫瑰被列入禁止帶往國外的農產品清單中。
該葡萄品種在進入香港之後獲得「香印青提」的名稱，「阳光玫瑰」之名由上海交通大學王世平命名。南京农业大学陶建敏教授在2006年通過引进国际先进农业科学技术计划引進阳光玫瑰到中國大陸種植，在2015年第一批本土化培育的阳光玫瑰推出市場。阳光玫瑰在推出市場初期價格高昂，在2016年高峰時，每斤價格200元人民幣，有「葡萄中的爱马仕」之稱。

## 產地
日本的阳光玫瑰產地主要是岡山縣。根據日本園藝農業協同組合聯合會的統計，2022年阳光玫瑰在日本的種植面積首次超過巨峰葡萄。
中國大陸的雲南和山東最早開始種植阳光玫瑰，其後浙江、江蘇、安徽、四川等地也開始大規模種植。雲南省是中國大陸主要的產地，當地最早於2014年由王世平將阳光玫瑰引入到雲南省賓川縣，之後雲南各地也開始種植。到2022年，中國大陸阳光玫瑰种植面積約31.21萬畝（21540公頃），比5年前的10.01萬畝（6673公頃）增加兩倍，已經做到全年供應。在2020年中國的种植面積已經是日本的40倍。
韓國自2012年開始大規模種植阳光玫瑰，慶尚北道為韓國主要產地。到2022年，韓國阳光玫瑰种植面積約5700公頃，比2016年的278公頃增加了20倍。韓國憑藉種植阳光玫瑰，葡萄出口量自2019年超過日本，其中出口九成為阳光玫瑰。隨著阳光玫瑰產量增加，2019年5月由農林畜產食品部和韓國農水產食品流通公社組織葡萄生產商成立韓國葡萄出口聯合公社，負責統一出口、育種和銷售韓國種植葡萄，之後聯合公社改進了冷鏈運輸系統，讓本來可保存3個月的阳光玫瑰，延長到5到6個月。
中國大陸和韓國由於大規模種植，均存在品質參差等問題。